# ری آبروزو

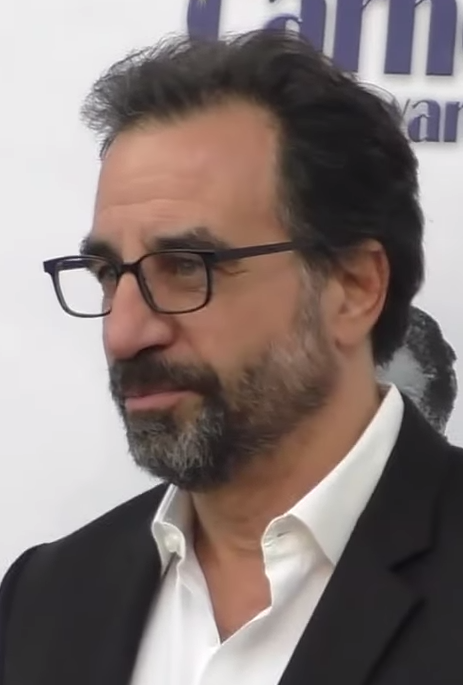
ری آبروزو، ۲۰۱۶

ری آبروزو (متولد ۱۲ اوت ۱۹۵۴ در کوئینز، شهر نیویورک، نیویورک) یک هنرپیشه آمریکایی است. او تاکنون عمدتاً در سریال‌های تلویزیونی حضور داشته‌است.

## حرفه
نقش‌های شناخته شده‌تر او شامل گروهبان پلیس جان زورلی در خانواده دنور (۲۰ قسمت، ۱۹۸۸–۱۹۸۹)، کارآگاه مایکل مک‌گوایر در تمرین (۴۴ قسمت، ۱۹۹۸–۲۰۰۴) و کارمین لوپرتازی کوچک در سوپرانوها است. او همچنین نقش‌های کوچکی در فیلم‌های هاوس، دادگاه جنایی معجزه آسای هری، پلیس نیویورک - NYPD آبی، سوپرمن - ماجراهای لوئیس و کلارک، قانون و نظم، پرستار بچه، CSI: نیویورک و واینرویل اینا کرده‌است.

## فیلم‌شناسی
- ۱۹۸۸–۱۹۸۹: قبیله دنور (سلسله، مجموعه تلویزیونی، ۲۰ قسمت)
- ۱۹۹۸–۲۰۰۴: وکیل (The Practice، سریال تلویزیونی، ۴۴ قسمت)
- ۲۰۰۲–۲۰۰۷: سوپرانوها (سوپرانوها، مجموعه تلویزیونی، ۱۶ قسمت)
- ۲۰۰۳ خانه شن و مه
- ۲۰۱۱: آخرین قمار
- ۲۰۱۳: مد من (مجموعه تلویزیونی، ۳ قسمت)
- ۲۰۱۳: آخرین وگاس
- ۲۰۱۴: ددز (سریال تلویزیونی، قسمت 1x16)
- ۲۰۱۵: ذهن‌های جنایتکار (مجموعه تلویزیونی، قسمت 10x12)
- ۲۰۱۵: ری داناوان (سریال تلویزیونی، قسمت 3x03)
- ۲۰۱۹: تازه‌کار (مجموعه تلویزیونی) (سریال تلویزیونی، قسمت 1x05)
- ۲۰۲۴: جای استخوان‌ها